# Sanhe (köpinghuvudort)
Sanhe (kinesiska: 三合, 三合镇) är en köpinghuvudort i Kina. Den ligger i provinsen Guizhou, i den sydvästra delen av landet, omkring 160 kilometer norr om provinshuvudstaden Guiyang. Antalet invånare är 974.